# نوار میانگیر

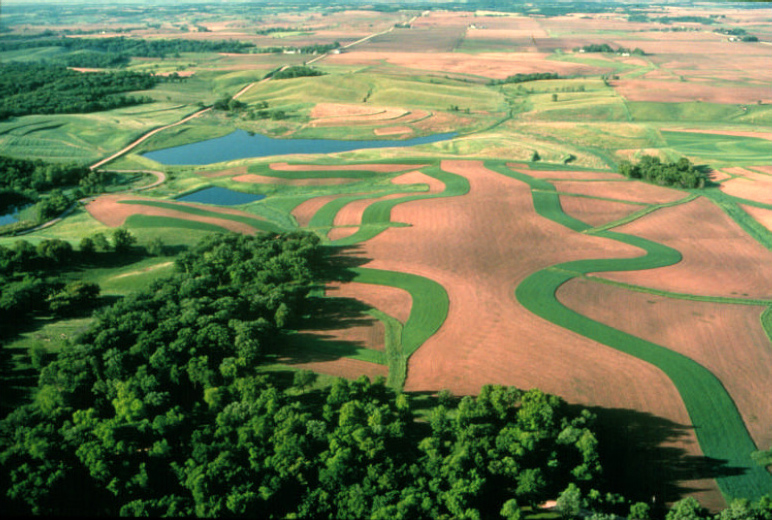
نوارهای میانگیر هم‌تراز برای حفظ خاک و کاهش فرسایش استفاده می‌شود.

نوار میانگیر (به انگلیسی: Buffer strip)، منطقه‌ای از زمین است که در پوشش گیاهی دائمی نگهداری می‌شود تا به کنترل کیفیت هوا، کیفیت خاک و کیفیت آب ، همراه با سایر مشکلات زیست‌محیطی کمک کند که عمدتاً در زمین‌هایی که در کشاورزی استفاده می‌شود، سروکار دارند. نوارهای میانگیر رسوب را به دام می‌اندازند و با کاهش سرعت رواناب سطحی که می‌تواند وارد آب‌های سطحی محلی شود، فیلتراسیون مواد مغذی و آفت‌کش‌ها را نیز افزایش می‌دهد. سیستم ریشه پوشش گیاهی کاشته‌شده در این نوارها ذرات خاک را در کنار هم نگه می‌دارد که باعث کاهش فرسایش بادی خاک می‌شود و بستر رودخانه‌ها را تثبیت می‌کند و در برابر فرسایش قابل توجه و رانش زمین هم محافظت می‌کند. کشاورزان همچنین می‌توانند از نوارهای میانگیر برای تسطیح مزارع موجود استفاده کنند تا ایمنی تجهیزات را تامین کنند و در عین حال کشاورزی کارآمدتر را نیز انجام دهند.

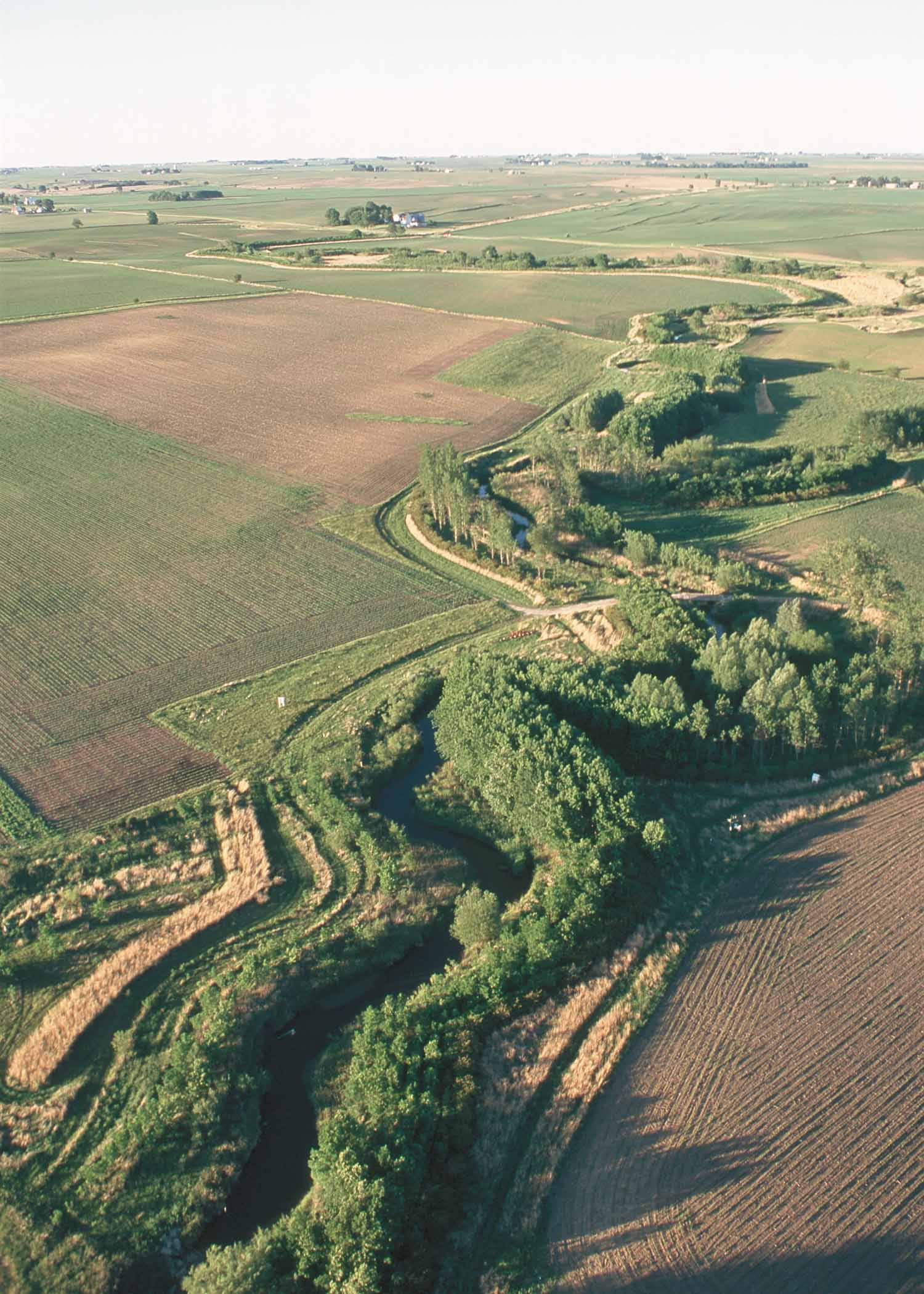
دیواره ساحلی از پوشش گیاهی که نهر کشتزار در شهرستان استوری، آیووا را پوشانده است.